# Grafton (Nowa Południowa Walia)
Grafton – miasto w Australii, w stanie Nowa Południowa Walia. Według Danych z 2006 roku miasto miało 17380 mieszkańców.